# Wereldkampioenschappen baanwielrennen 1988
De wereldkampioenschappen baanwielrennen 1988 vonden plaats tussen 21 en 25 augustus op de wielerbaan van Blaarmeersen, te Gent.

## Achtergrond
Het was voor de eerste keer dat de WK plaatsvonden in Gent, maar voor de elfde keer dat deze georganiseerd werden op Belgisch grondgebied. Eerdere gaststeden waren Brussel, Antwerpen en Rocourt.  Doorgaans waren de laatste tien jaren veertien onderdelen opgenomen op de kalender, deze editie waren dat er maar negen in verband met de Olympische Spelen die plaatsvonden in Seoul. Hierdoor waren er maar twee onderdelen voor amateurs; het stayeren en de wedstrijd op de tandem.
Voor vrouwen was er een nieuw onderdeel, de puntenkoers was voor het eerst opgenomen op de kalender, echter werd de individuele sprint voor het eerst geschrapt sinds dat deze werd georganiseerd in 1958.
Twee landen, Australië en Frankrijk, eindigden bovenaan in het medailleklassement met beide twee gouden medailles. De Italianen wonnen er vier in totaal, maar sleepten maar een gouden binnen

### Doping
Deze editie van de WK staat enigszins in een negatief daglicht vanwege de schorsingen wegens positieve dopingtesten. De Italiaan Claudio Golinelli won goud op de keirin, maar moest zijn zilveren medaille bij de sprint inleveren nadat hij een positieve test had afgeleverd. Hetzelfde geldt voor de Belg Stan Tourné bij het stayeren voor elite. De Italiaan Vincenzo Colamartino en de West-Duitser Roland Renn moesten hun gouden en bronzen medaille afstaan omdat ze positief hadden getest. Van alle vier de renners werden de resultaten ongeldig verklaard en de medailles ingenomen, het totale aantal uitgereikte medailles kwam hierdoor op 23. Ook buiten de top drie zijn meerdere renners positief getest op verboden middelen.

## Uitslagen

### Mannen profs
| Onderdeel     | Goud              | Zilver            | Brons             |
| ------------- | ----------------- | ----------------- | ----------------- |
| Achtervolging | Lech Piasecki     | Anthony Doyle     | Jesper Worre      |
| Keirin        | Claudio Golinelli | Ottavio Dazzan    | Michel Vaarten    |
| Puntenkoers   | Daniel Wyder      | Adriano Baffi     | Michael Marcussen |
| Sprint        | Stephen Pate      | Claudio Golinelli | Nobuyuki Tawara   |
| Stayeren      | Danny Clark       | Stan Tourné       | Walter Brugna     |

### Mannen amateurs
| Onderdeel | Goud                                   | Zilver                                                   | Brons                                       |
| --------- | -------------------------------------- | -------------------------------------------------------- | ------------------------------------------- |
| Stayeren  | Italië Vincenzo Colamartino            | Oostenrijk Roland Königshofer                            | Bondsrepubliek Duitsland Roland Renn        |
| Tandem    | Frankrijk Fabrice Colas Frédéric Magné | Bondsrepubliek Duitsland Uwe Butchmann Hans-Jürgen Greil | Tsjecho-Slowakije Lubomir Hargas Jiri Iliek |

### Vrouwen
| Onderdeel     | Goud          | Zilver       | Brons            |
| ------------- | ------------- | ------------ | ---------------- |
| Achtervolging | Jeannie Longo | Barbara Ganz | Mindee Mayfield  |
| Puntenkoers   | Sally Hodge   | Barbara Ganz | Monique de Bruin |

## Medaillespiegel
| Plaats | Land                     | Goud | Zilver | Brons | Totaal |
| 1      | Australië                | 2    | 0      | 0     | 2      |
| 1      | Frankrijk                | 2    | 0      | 0     | 2      |
| 3      | Italië                   | 1    | 2      | 1     | 4      |
| 4      | Zwitserland              | 1    | 2      | 0     | 3      |
| 5      | Verenigd Koninkrijk      | 1    | 1      | 0     | 2      |
| 6      | Polen                    | 1    | 0      | 0     | 1      |
| 7      | Bondsrepubliek Duitsland | 0    | 1      | 0     | 1      |
| 7      | Oostenrijk               | 0    | 1      | 0     | 1      |
| 9      | Denemarken               | 0    | 0      | 2     | 2      |
| 10     | België                   | 0    | 0      | 1     | 1      |
| 10     | Japan                    | 0    | 0      | 1     | 1      |
| 10     | Nederland                | 0    | 0      | 1     | 1      |
| 10     | Tsjecho-Slowakije        | 0    | 0      | 1     | 1      |
| 10     | Verenigde Staten         | 0    | 0      | 1     | 1      |
| Totaal | Totaal                   | 8    | 7      | 8     | 23     |